# Börte
Börte (ur. 1151–1166, zm. 1221–1224) – pierwsza żona Czyngis-chana, matka jego czterech synów Dżocziego, Ugedeja, Czagataja i Tołuja.

## Życiorys
Urodziła się prawdopodobnie na przełomie lat 50. i 60. XII wieku i była córką wodza Ongiratów Dej Seczena. W dzieciństwie ojciec obiecał Jesügejowi Baaturowi wydać ją za mąż za jego syna, Temudżyna. Małżeństwo to doszło do skutku pod koniec lat siedemdziesiątych, wkrótce potem Börte została porwana przez Merkitów. Temudżyn wyruszył na wyprawę odwetową odnosząc druzgocące zwycięstwo nad Merkitami, które rozpoczęło okres ponad dwudziestoletnich wojen wewnętrznych zakończonych zjednoczeniem plemion mongolskich pod wodzą Czyngis-chana.
Po uwolnieniu z niewoli urodziła syna Dżocziego, którego Czyngis-chan uznał za swojego, mimo że najprawdopodobniej był on synem Czeligera Siłacza – Merkity, który otrzymał Börte jako rekompensatę za Höelün odebraną jego starszemu bratu przez Jesügeja Baatura. Niektóre źródła sugerują, że również Tołuj został poczęty pod nieobecność Czyngis-chana.
Börte odgrywała dość dużą rolę w pierwszych latach działalności Czyngis-chana. Tajna historia Mongołów przypisuje jej doprowadzenie do rozstania z Dżamuką. Miała też przekonać Czyngis-chana do usunięcia wielkiego szamana Kököczü Teb-Tengriego.